# 폴 마틴
폴 에드거 필리프 마틴(Paul Edgar Philippe Martin , 1938년 8월 28일 ~ )은 캐나다의 정치인이다.
아일랜드와 프랑스의 혼혈로, 온타리오주 윈저에서 태어났다. 윈저와 오타와에서 자란 그는 불어권 중고등학교를 거친 뒤 1961년 토론토 대학교의 세인트 마이클스 칼리지에서 역사학과 철학을 전공으로 학사 학위를 땄다. 그 후 그는 토론토 대학교 로스쿨에 입학하여 1965년에 법학사(LL.B.) 학위를 취득했다. 1966년 몬트리올로 이주하여, 캐나다 파워 협회에서 일하기 시작하였다. 1981년에는 그 회사로부터 캐나다 기선 라인을 구입하였다.
1988년에 하원 의원이 되었고, 1990년 자유당 당수가 되기 위해 선거에 나갔으나, 장 크레티앵에게 패하였다. 1993년 장 크레티앵 총리 내각의 재무 장관으로 임명되었으며, 1995년에 극적인 비용 삭감을 소개하였다. 2002년에 재무 장관직을 사임하였고, 자유당 소속으로 2003년 장 크레티앵 총리가 사임하자 자유당 당수와 제21대 캐나다의 총리가 되었다. 그러나 2006년 총선에서 패배하여 임시 당수 자리를 빌 그래험에게 맡기고 물러났다.

## 역대 선거 결과
| 선거명      | 직책명                            | 대수 | 정당          | 득표율 | 득표수   | 결과 | 당락                          |
| ----------- | --------------------------------- | ---- | ------------- | ------ | -------- | ---- | ----------------------------- |
| 1993년 선거 | 하원의원 (라살레 에마르드 선거구) | 35대 | 캐나다 자유당 | 59.51% | 30,869표 | 1위  | 라살레 에마르드 하원의원 당선 |
| 1997년 선거 | 하원의원 (라살레 에마르드 선거구) | 36대 | 캐나다 자유당 | 60.87% | 32,317표 | 1위  | 라살레 에마르드 하원의원 당선 |
| 2000년 선거 | 하원의원 (라살레 에마르드 선거구) | 37대 | 캐나다 자유당 | 65.75% | 32,069표 | 1위  | 라살레 에마르드 하원의원 당선 |
| 2004년 선거 | 하원의원 (라살레 에마르드 선거구) | 38대 | 캐나다 자유당 | 56.55% | 25,806표 | 1위  | 라살레 에마르드 하원의원 당선 |
| 2006년 선거 | 하원의원 (라살레 에마르드 선거구) | 39대 | 캐나다 자유당 | 48.41% | 22,751표 | 1위  | 라살레 에마르드 하원의원 당선 |